# Elisângela Adriano
Elisângela Maria Adriano (née le 27 juillet 1972 à São Paulo) est une athlète brésilienne spécialiste du lancer du poids et du lancer du disque.

## Biographie
Avec son palmarès, Elisângela Adriano est l'une des meilleures lanceuses d'Amérique du Sud des années 2000, bien qu'elle n'ait jamais gagné de médaille de niveau mondial. Adriano a participé à trois Jeux olympiques sans jamais obtenir de médaille.
Ses meilleurs résultats sont une médaille d'argent aux Jeux panaméricains de Saint-Domingue en 2003 en lancer du poids et une médaille de bronze aux Jeux panaméricains de São Paulo en 2007 en lancer du disque.
À la suite d'un contrôle antidopage aux Jeux panaméricains de Winnipeg en 1999, elle est suspendue par l'IAAF pendant 2 ans. Mais elle est finalement autorisée à reprendre la compétition.

### Palmarès
| Date | Compétition                    | Lieu           | Résultat | Épreuve          | Performance |
| ---- | ------------------------------ | -------------- | -------- | ---------------- | ----------- |
| 1993 | Championnats d'Amérique du Sud | Lima           | 1re      | Lancer du poids  | 16,47 m     |
| 1993 | Championnats d'Amérique du Sud | Lima           | 2e       | Lancer du disque | 53,16 m     |
| 2001 | Championnats du monde          | Edmonton       | 11e      | Lancer du poids  | 18,06 m     |
| 2003 | Championnats du monde          | Paris          | 9e       | Lancer du poids  | 18,11 m     |
| 2006 | Championnats ibéro-américains  | Ponce          | 1re      | Lancer du poids  | 16,99 m     |
| 2006 | Championnats ibéro-américains  | Ponce          | 1re      | Lancer du disque | 58,67 m     |
| 2007 | Jeux panaméricains             | Rio de Janeiro | 6e       | Lancer du poids  | 17,73 m     |
| 2007 | Jeux panaméricains             | Rio de Janeiro | 3e       | Lancer du disque | 60,27 m     |
| 2009 | Championnats d'Amérique du Sud | Lima           | 2e       | Lancer du poids  | 16,63 m     |
| 2009 | Championnats d'Amérique du Sud | Lima           | 1re      | Lancer du disque | 61,00 m     |
| 2010 | Championnats ibéro-américains  | San Fernando   | 3e       | Lancer du disque | 58,86 m     |
| 2011 | Championnats d'Amérique du Sud | Buenos Aires   | 2e       | Lancer du poids  | 16,55 m     |

### Records
Elle détient le record d'Amérique du Sud du lancer du poids à la fois en extérieur (19,30 m), établi le 14 juillet 2001 à Tunja et en salle (18,33 m), établi le 24 février 1999 au Pirée. Elle a détenu le record d'Amérique du Sud du lancer du disque (61,98 m), établi le 21 mai 1998 à São Leopoldo, performance qu'elle a améliorée (62,00 m) le 23 juillet 2011 à São Caetano do Sul, avant d'être battue le 10 juin 2012 par Andressa de Morais.